# Uścieniec
Uścieniec – wieś sołecka w Polsce położona w województwie mazowieckim, w powiecie garwolińskim, w gminie Łaskarzew.
| SIMC    | Nazwa             | Rodzaj    |
| ------- | ----------------- | --------- |
| 0678593 | Marysin           | część wsi |
| 1054564 | Uścieniec-Kolonia | część wsi |

W latach 1975–1998 miejscowość administracyjnie należała do województwa siedleckiego.
Wierni Kościoła rzymskokatolickiego należą do parafii Podwyższenia Krzyża Świętego w Łaskarzewie.